# 詩經世本古義
《詩經世本古義》是《詩經》之研究專書，明末清初何楷著，凡二十八卷。
何楷是福建晉江人，明代天啟乙丑進士，官吏科給事中。何楷著有《詩經世本古義》，將《詩經》三百篇打散，分成二十八帝王世代，並以二十八星宿重新命名。每個世代內之詩篇，何氏皆重新定義其詩旨，在傳統的“賦、比、興”之外，增添“興而賦”、“興之比”、“興之比又賦”、“興之比而賦”、“賦之興”、“興中有比”等六種興式。何氏還引用大量史實來驗證自己的說法，雖有時不免牽強附會，如《月出篇》有“舒窈窕兮”、“舒忧受兮”之文，何氏即指以为夏徵舒；又將碩鼠指為魏壽餘。何氏撰寫此書甚少參考朱熹的《詩集傳》。該書出版後即引來惡評，清人姚際恆就嫌其書“過于冗繁，多填無用之説”。何楷於該書亦不乏創見，例如該書指出《園有桃》《陟岵》《十畝之間》《汾沮洳》《碩鼠》五篇都是晉詩，清人吳懋清在何氏的基礎上，認為《伐檀》也是晉詩。該書“考證詳明，典據精確”，對於後人治《詩經》，不失為一大指標，裨益亦多。清儒姚际恒、毛奇龄、顾栋高等皆受其影响甚大。有崇禎十四年（1641年）刻本。